# Borhalom
Borhalom (ukránul: Бобовіще, Бобовище) település Ukrajnában, Kárpátalján, a Munkácsi járásban.

## Fekvése
Munkácstól északnyugatra, Beregsárrét és Gombás közt fekvő település.

## Nevének jelentése
Olyan hely, ahol szemesterményt termesztenek.

## Története
Borhalom nevét 1360-ban említették először Boboviscse néven.
1690-ben Bubulisca, 1910-ben'Borhalom, 1920 és 1938 között Bobovisce néven írták.
A trianoni békeszerződés előtt Bereg vármegye Latorcai járásához tartozott.
1910-ben 859 lakosából 9 magyar, 25 német,  825 ruszin volt. Ebből 833 görögkatolikus, 24 izraelita volt.